# Gamkaskloof
Gamkaskloof (también conocido como 'Die Hel') es un estrecho valle aislado cerca de 20 millas de largo con un máximo de 600 pies de ancho ubicado en la cordillera de Swartberg, en la Provincia Occidental del Cabo parte de Sudáfrica.
El Gamkaskloof fue descubierto supuestamente en el siglo XIX por los agricultores, pero el primer colono permanente fue Peter Swanepoel, que se asentó en el valle durante la década de 1830. Después de él, las familias Marais, Cordier y Joubert Nel Mostert también se asentaron en el valle, creando una comunidad de un tamaño máximo de alrededor de 160 personas. Los residentes utilizaron caballos para cruzar las montañas para llegar a Swartberg. Más tarde se formó una escuela.